# Allhelgonakyrkan, Ljungsbro

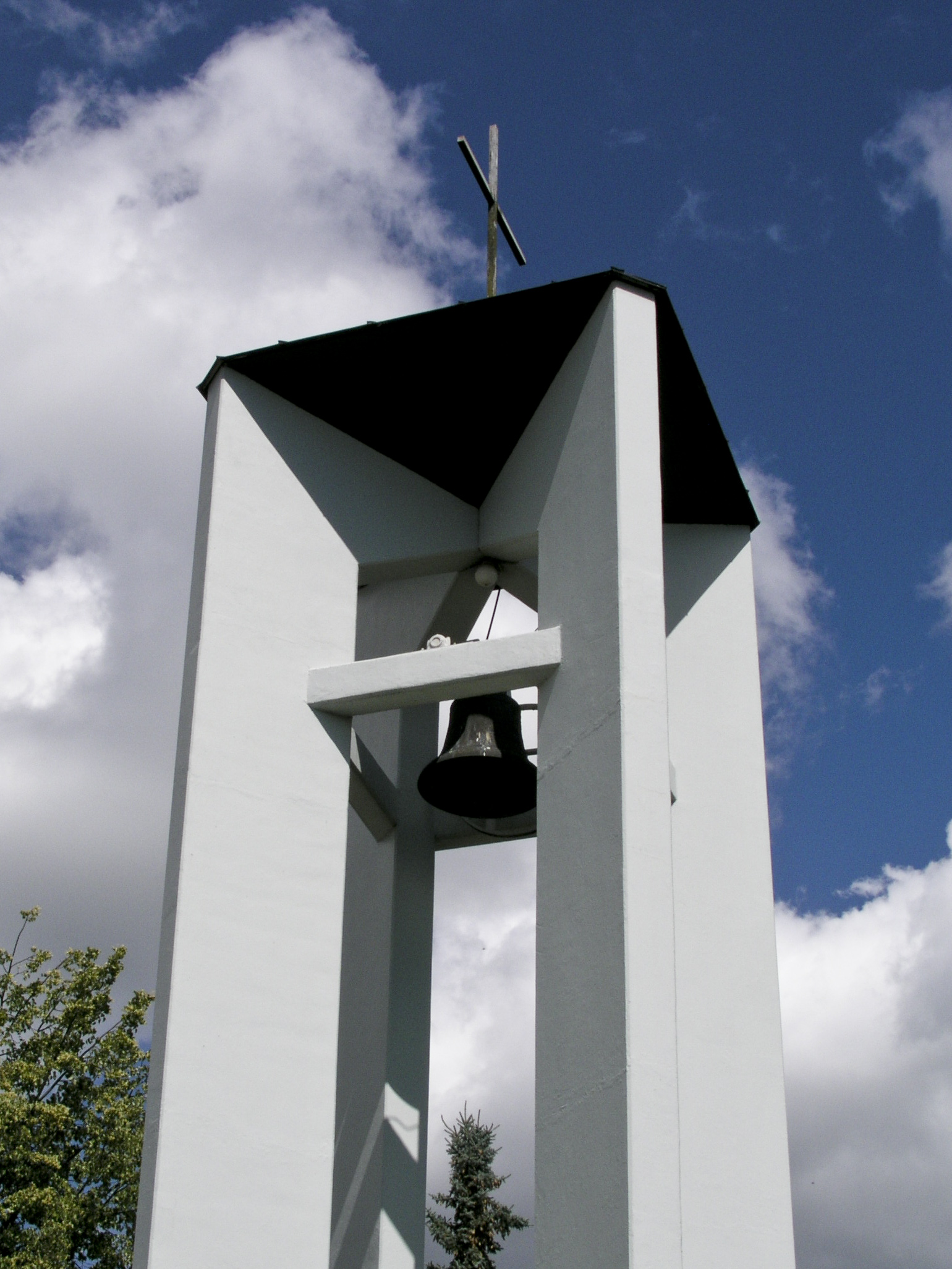
Klockstapeln.

Allhelgonakyrkan är en kyrkobyggnad i Ljungsbro i Linköpings stift. Den är församlingskyrka i Vreta klosters församling.

## Kyrkobyggnaden
Kyrkan är en åttkantig byggnad med altaret i norr, ritad av arkitekt Rolf Bergh, invigdes första söndagen i advent 1962. Byggmästare var Hilding Karlsson, Ljungsbro. Rolf Bergh har också ritat bänkinredning, predikstol, altare, dopfunt, ljuskronor och lampetter. Predikstolen är numera borttagen och belysningen utbytt. Där predikstolen stod har anordnas körplats.
Tore Bergh, bror till Rolf, har ritat och målat en altarprydnad i form av ett livshjul som hänger över altaret. I mitten av hjulet ett krucifix och tolv bilder ur Jesu liv. Träinredningen har utförts av snickaren Elon Walentinsson, Ljungsbro. Dopfunten är huggen av stenhuggaren Axel Larsson, Ljungsbro, och cuppans mosaik är av konstnären Gun Setterdahl.
På ömse sidor om altaret finns två smala korfönster, vilka, på grund av besvärande insyn, under senare tid erhållit glasmålningar i abstrakt mönster. Det finns också några mindre fönstergluggar alldeles under taket.  
Framför kyrkan en klockstapel med klocka skänkt av Anna Wilén, Ljungsbro. I samma byggnadskomplex finns också pastorsexpedition och församlingslokaler, kallade Stefansgården.

## Orgel
- 1965 bygger Mårtenssons orgelfabrik, Lund, en tvåmanualig mekanisk kororgel med självständig pedal.
- 2003 Församlingen köper en ny kororgel från Ålems orgelverkstad, Ålem. Den har också 2 manualer och mekanisk traktur och registratur. Mårtenssonsorgeln har skänkts till en baptistförsamling i Budapest.

Disposition:
| Huvudverk              | Svällverk           | Pedalverk  | Koppel              |  |
| Principal 8'           | Fugara 8'           | Subbas 16' | Svällverk/huvudverk |  |
| Flöjt 8'               | Gedackt 8'          | Borduna 8' | Huvudverk/pedal     |  |
| Octava 4'              | Flöjt octaviante 4' |            | Svällverk/pedal     |  |
| Flöjt 4'               | Gambetta 4'         |            | Svällverk 4'/pedal  |  |
| Quinta 3' (eg. 2 2/3') |                     |            |                     |  |
| Octava 2'              | Crescendosvällare   |            | Tremulant           |  |
| Noli me tangere        |                     |            | för hela orgeln!    |  |